# Centurio senex
Centurio senex — вид родини листконосові (Phyllostomidae), ссавець ряду лиликоподібні (Vespertilioniformes, seu Chiroptera).

## Середовище проживання
Країни проживання: Беліз, Колумбія, Коста-Рика, Сальвадор, Гватемала, Гондурас, Мексика, Нікарагуа, Панама, Тринідад і Тобаго, Венесуела. Висота проживання: до 1400 м. Живе в листяних і вічнозелених лісах, сезонно затоплюваних лісах. Також міститься в сухих лісах, галерейних лісах, плантаціях, садах, може жити в міських парках.

## Екологія
Ці кажани ведуть нічний спосіб життя, особливо між сутінками і північчю. Харчується фруктами, кусаючи найбільш зрілі й смокчачи сік. Ховається серед лози і густої рослинності. Самці спочивають поодинці або невеликими групами по 2-3 осіб, а самиці приховані серед густого листя. Діяльність починається незабаром після заходу і зменшуються під час повного місяця. Самці видають сильний мускусний запах зі шкіри під підборіддям, ймовірно, для залучення протилежної статі. Як правило, одне маля народжується.

## Морфологічні та генетичні особливості
Довжиною голови і тіла від 54 до 68 мм, довжина передпліччя між 41 і 45 мм, довжина ступні від 11 до 15 мм, довжина вух від 15 до 17 мм і маса до 26 гр. Спина жовтувато-коричневого кольору, у той час як черево світліше. Писок короткий, круглий, голий, вкритий м'ясистим утворенням, більш вираженим у самців. писок оточений білим волоссям на підборідді й шиї. Очі відносно великі; райдужна оболонка золота. Вуха довгі, вузькі, жовтуваті. Не має хвоста. Самиці трохи більші за самців. Зубна формула: 2/2, 1/1, 2/2, 2/2 = 28. Каріотип 2n = 28, FN = 52.